# Foça
För staden i Bosnien, se Foča.
Foça är en kuststad vid Egeiska havet i den turkiska provinsen İzmir, cirka sju mil nord-nordväst om İzmirs stadskärna. Folkmängden uppgår till cirka 29 000 invånare, och ingår numera (tillsammans med det omgivande distriktet) i Izmirs storstadskommun. I distriktet finns även en mindre ort vid namn Yenifoça ("Nya Foça"), omkring två mil från Foça, som därför ofta kallas Eskifoça ("Gamla Foça") i dagligt tal. Den antika grekiska staden Fokaia ligger mellan de två nutida Foça.

## Historia
För stadens historia under antiken, se Fokaia.
Den ursprungliga staden grundades av grekiska kolonisatörer på 800-talet f.Kr. Den var under antiken en blomstrande hamnstad, som i sin tur grundade många kolonier, varav den mest berömda är Marseille (Massilia). Under senantiken tappade staden i betydelse.
Från 1082 handlade venetianerna i staden, men de trängdes snart undan av Republiken Genua.
År 1275 gav Mikael VIII Palaiologos av Bysantinska riket staden till Manuele Zaccaria, inklusive rätten att utvinna alun ur gruvorna i närheten. År 1304 byggde genueserna, med hjälp av de greker som bodde i grannstäderna, ett fort för att försvara staden mot turkarna, och en bit ifrån antikens Fokaia uppförde de staden Nya Fokaia. År 1336 belägrade Andronikos III Palaiologos av Bysans de båda städerna, och tvingade dem att betala den tribut som stipulerades år 1275. Mellan 1340 och 1345, och en kort period 1358, ockuperades staden av greker.
När Timur Lenk invaderade Anatolien år 1403 köpte staden sig fri. Den var under namnet Foggia en genuesisk koloni ända till 1455, då den togs av turkarna. År 1650 stod ett sjöslag mellan turkar och venetianer utanför Foça. Under osmansk tid var Foça huvudstad i ett kaza i vilayetet Smyrna. Vid 1900-talets början hade staden cirka 6 000 invånare, varav 4 500 var greker. Yenifoça hade vid samma tid 4 500 invånare, varav 3 500 var greker. Den grekiska befolkningen utvandrade mellan 1914 och 1922, eller utvisades i enlighet med Lausannefreden 1923.

## Geografi
Foça breder ut sig längs två bukter, en större vid namn Büyükdeniz ("Större sjön") och en mindre vik inom den större, vid namn Küçükdeniz ("Mindre sjön"). Vid Küçükdeniz ligger den medeltida borgen.
Stora delar av det omgivande distriktet står under strängt miljöskydd på grund av den värdefulla floran och faunan, och landskapets skönhet. Nybyggen är förbjudna i många delar av distriktet, och Foça är fast bestämt att bevara sin karaktär av en stad med få nya hus.
Vid Foça finns ett av Turkiets tre havsreservat. Det är upprättat för att rädda sälarten havsmunk, Monachus monachus, som är starkt utrotningshotad.